# Poropuntius margarianus
Poropuntius margarianus är en fiskart som först beskrevs av Anderson, 1879.  Poropuntius margarianus ingår i släktet Poropuntius och familjen karpfiskar. IUCN kategoriserar arten globalt som otillräckligt studerad. Inga underarter finns listade i Catalogue of Life.